# St. Stanislaus Kostka (Trunkelsberg)

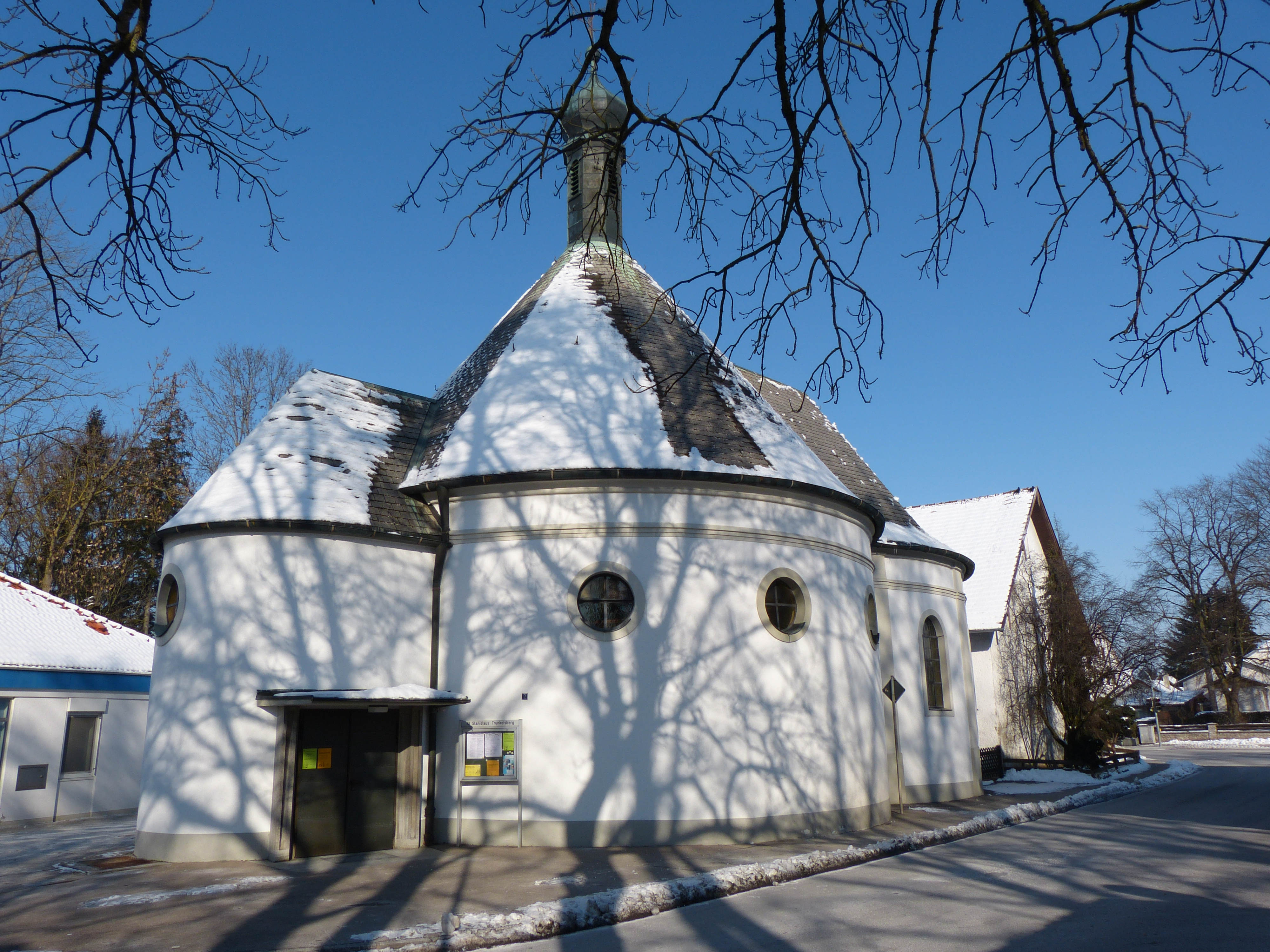
St. Stanislaus Kostka in Trunkelsberg

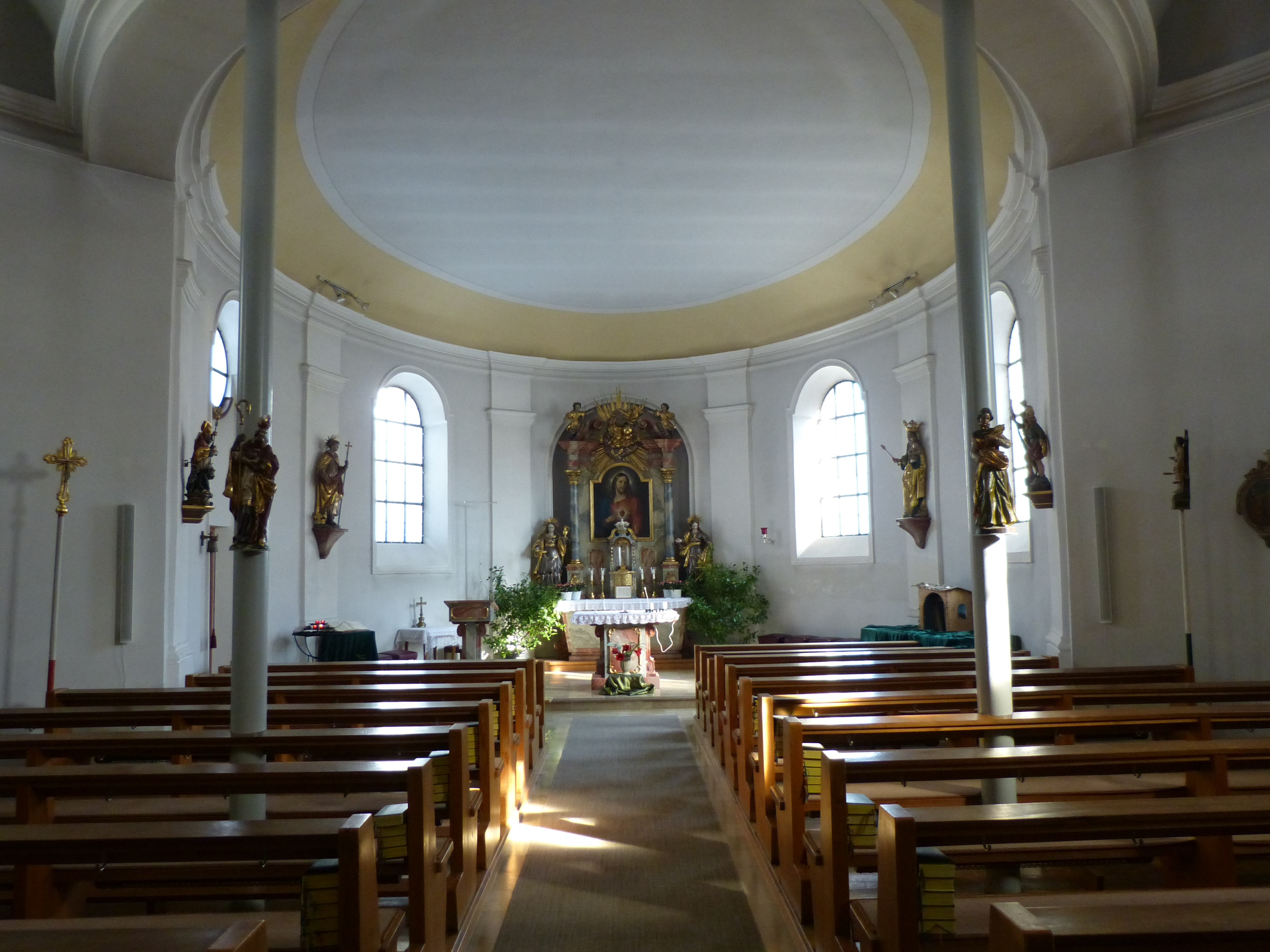
Innenansicht

Die römisch-katholische Filialkirche St. Stanislaus Kostka befindet sich im oberschwäbischen Dorf Trunkelsberg. Sie wird von der Pfarrei St. Ulrich im Memminger Stadtteil Amendingen betreut.
Die Kirche, welche an der Kreuzung Memminger- / Schwaighauserstraße steht, wurde 1782 errichtet und 1784 dem heiligen Stanislaus Kostka geweiht. Eine Erweiterung erfuhr der Kirchenbau 1958. Der Bau verfügt über eine Flachdecke über einer Pilastergliederung. Der Altar stammt aus dem 18. Jahrhundert, wurde 1935 allerdings erneuert und ergänzt. Die seitlichen Figuren stellen die Heilige Katharina und vermutlich die Heilige Ursula dar. Der Kreuzweg stammt aus dem Jahr 1784. Eine Muttergottesfigur, welche um 1490 erschaffen wurde, stammt aus der Kirche in dem Apfeltracher Ortsteil Köngetried.